# Amantes Rivais
Amantes Rivais (grego: Ἐρασταί erastai) é um diálogo platônico incluído no tradicional Corpus de Platão, embora sua autenticidade é posta em dúvida.

## Questão da autenticidade
É geralmente aceito que o diálogo foi escrito na segunda metade do século IV a.C. e expressa os pontos de vista filosóficos, se não de Platão, pelo menos de um escritor  acadêmico  deste período.
O veredicto de Johann Gottfried Stallbaum é típico de um consenso acadêmico de longa data: a linguagem e o estilo são irrepreensíveis e dignos de Platão ou Xenofonte, mas o material não é desenvolvido de uma forma digna do espírito filosófico de Platão. A análise estilométrica de Gerard Ledger não encontrou as estatísticas  de semelhanças esperadas entre o grego de Amantes rivais e de obras reconhecidas de Platão, mas mostrou um resultado mais próximo entre este diálogo (assim como Hípias menor) e os de Xenofonte. Se o diálogo é pós-platônico, então talvez ele argumenta contra a insistência de Aristóteles  de que os tipos de autoridade exercidas por um rei, um político e um mestre são múltiplos e essencialmente, separados uns dos outros. (Por outro lado, é possível que Aristóteles refira-se em suas obras aos Amantes rivais).

## Reabilitação
Em um artigo de 1985, Julia Annas fez uma defesa notável do possível valor do diálogo como uma produção autenticamente platônica. Annas discorda que o ônus da prova precisam estar no defensor da autenticidade da obra e parte da premissa de que "Amantes rivais possui indícios decisivos a favor ou contra a autenticidade", e que o máximo que qualquer investigação pode realizar é "tornar plausível que o Amantes é uma das primeiras obras de Platão." Seus vários argumentos de que esta centralidade é plausível é a alegação de que, se os Amantes rivais e  Primeiro Alcibíades são genuínos, eles fornecem um então desaparecido plano de fundo no pensamento de Platão contra os quais a compreender seu tratamento fr auto-conhecimento em Cármides.